# Gaudenci Senac
Gaudenci Senac (fl. 1684) fou un botànic i professor valencià.
Catedràtic d'«herbes», Gaudenci Senac, segons José María López Piñero, es pot considerar com un dels fundadors del Jardí Botànic de València, qui després de rebre plens poders de part dels «Senyors Jurats» el 1684 per a «renovar lo hort de les herbes medicinals», trencaria obertament amb la medicina i la ciència tradicionals i introduiria els mètodes, sabers i tècniques resultants de la Revolució científica, considerant-se un membre del potent moviment novator valencià.